# Soul psicodélico
Soul psicodélico (também conhecido como black rock) é um termo para descrever um gênero musical surgido no final dos anos 1960. Foi uma mistura de rock psicodélico e da soul music, que pavimentou o caminho para o surgimento do funk mainstream e da música disco, alguns anos depois.
Os pioneiros são Sly and the Family Stone, Jimi Hendrix e The Temptations . Artistas tradicionais que desenvolveram um som psicodélico incluem The Supremes e Stevie Wonder . Artistas que alcançaram notoriedade com o som incluem The Chambers Brothers, The 5th Dimension, Edwin Starr e George Clinton e suas bandas Funkadelic e Parliament.

## História

### Origens
Seguindo o exemplo de Jimi Hendrix no rock psicodélico , na década de 1960, a música psicodélica começou a ter um impacto generalizado sobre músicos afro-americanos, particularmente as estrelas da gravadora Motown. Influenciado pelo movimento dos direitos civis , tinha um viés mais escuro e mais político do que muitos rocks psicodélicos. Com a base no funk de James Brown, que foi iniciada por Sly and the Family Stone , com músicas como " Dance to the Music " (1968), " Everyday People " (1968) e  "I Want to Take You Higher" (1969), que tinha um som que enfatizou guitarra elétrica distorcida e fortes linhas de baixo. [3] Também foram importantes os artistas The Temptations e seu produtor Norman Whitfield , que se mudou de um grupo vocal relativamente leve em um material muito mais grave com as canções "Cloud Nine" (1968), "Runaway Child, Running Wild" (1969), e "Psychedelic Shack" (1969).

### Desenvolvimento
Outros artistas da Motown logo seguiram o território psicodélico, incluindo artistas estabelecidos como o The Supremes com  "Reflections" (1967), "Love Child" (1968), and "Stoned Love" (1970). Influências psicodélicas também podem ser ouvidas no trabalho de Stevie Wonder e no trabalho socialmente consciente de Marvin Gaye em What's Going On (1971). Os artistas  que atravessaram a alma psicodélica incluíram The Chambers Brothers com "Time Has Come Today" (1966, mas lançado em 1968), The 5th Dimension com um cover do "Picnic de Almas Stoned" de Laura Nyro (1968), "War" de Edwin Starr (1970) e  "Smiling Faces Sometimes" (1971) de The Undisputed Truth.
Os conjuntos interdependentes George Clinton, Funkadelic e Parliament e seus vários spin-offs levaram o gênero a passos mais extremos, fazendo com que funk se torna-se quase como uma religião na década de 1970. Influenciados pelos grupos de rock de Detroit, incluindo MC5 e The Stooges, eles usaram solos de guitarra distorcidos e efeitos sonoros psicodélicos, juntamente com imagens surrealistas e performances de palco, especialmente em álbuns iniciais do Funkadelic, como Funkadelic (1970), Free Your Mind... and Your Ass Will Follow (1970), e Maggot Brain (1971); E o álbum de Parliament Osmium (1970), produzindo mais de quarenta singles, incluindo três no Top Ten dos Estados Unidos e três álbuns de platina.

### Declínio e influência
Enquanto o rock psicodélico começou a declinar no final da década de 1960, o soul psicodélico continuou na década de 1970, atingindo popularidade nos primeiros anos da década e apenas desaparecendo no final da década de 1970, já que os gostos começaram a mudar. Bandas como Earth, Wind & Fire, Kool & the Gang e Ohio Players, que começaram como artistas de soul psicodélico, incorporaram seus sons em música funk e eventualmente a música disco que a substituiu parcialmente.

## Alguns artistas do gênero
- The Chi-Lites
- Funkadelic
- Curtis Mayfield
- Parliament
- Sly & the Family Stone
- The Temptations
- Arthur Brown
- The Chambers Brothers
- Earth, Wind & Fire
- Jimi Hendrix
- The Isley Brothers
- Rotary Connection
- Minnie Riperton
- Edwin Starr
- The 5th Dimension
- Marvin Gaye
- Stevie Wonder
- The Friends of Distinction
- War
- Shuggie Otis
- The Undisputed Truth
- The Latrells
- King Khan and the Shrines
- Mandrill
- The Beach Boys, com o álbum Wild Honey 1967
- D'Angelo
- Solange
- Corinne Bailey Rae